# Protium madagascariense
Protium madagascariense är en tvåhjärtbladig växtart som beskrevs av Adolf Engler. Protium madagascariense ingår i släktet Protium och familjen Burseraceae. Inga underarter finns listade i Catalogue of Life.